# Лесная (Владимирская область)
Лесна́я — деревня в Гусь-Хрустальном районе Владимирской области России, входит в состав Муниципального образования «Посёлок Анопино».

## География
Деревня расположена в 9 км на северо-запад от центра поселения посёлка Анопино и в 15 км на север от Гусь-Хрустального.

## История
В конце XIX — начале XX века деревня называлась Старая и входила в состав Моругинской волости Судогодского уезда, с 1926 года — в составе Арсамакинской волости. В 1859 году в деревне числилось 12 дворов, в 1905 году — 23 дворов, в 1926 году — 35 дворов.
С 1929 года деревня являлась центром Тряпиловского сельсовета Гусь-Хрустального района, с 1940 года — в составе Анопинского сельсовета, с 1954 года — в составе Арсамакинского сельсовета, с 1971 года — в составе Вашутинского сельсовета, с 2005 года — в составе Муниципального образования «Посёлок Анопино».

## Население
| 1859 | 1905 | 1926 |
| ---- | ---- | ---- |
| 110  | 139  | 180  |

| 1859 | 1905 | 1926 | 2002 | 2010 | 2021 |
| ---- | ---- | ---- | ---- | ---- | ---- |
| 110  | ↗139 | ↗180 | ↘8   | ↗15  | ↗16  |

## География
Ближайшие населенные пункты: деревня (бывший посёлок) Панфилово в 250 м к югу,